# Amtsgericht Grünberg
Das Amtsgericht Grünberg war von 1879 bis 1968 ein hessisches erstinstanzliches Gericht der ordentlichen Gerichtsbarkeit mit Sitz in Grünberg.

## Gründung
Am 1. Oktober 1879 ersetzte das Amtsgericht Grünberg das Landgericht Grünberg als Gericht erster Instanz. Anlass war das Gerichtsverfassungsgesetz, mit dem reichsweit die Gerichtsverfassung einheitlich organisiert wurde. Das Amtsgericht Grünberg war dem Bezirk des ebenfalls neu errichteten Landgerichts Gießen zugeteilt.
Zum Amtsgerichtsbezirk Grünberg gehörten die Gemeinden:
- Atzenhain,
- Beltershain,
- Ermenrod,
- Flensungen,
- Geilshausen,
- Göbelnrod,
- Groß-Eichen,
- Grünberg,
- Harbach,
- Ilsdorf,
- Ilsdorf (Solms),
- Kesselbach,
- Lauter,
- Lehnheim,
- Lindenstruth,
- Londorf,
- Lumda (Groß- und Klein-Lumda),
- Merlau,
- Nieder-Ohmen,
- Ober-Ohmen,
- Odenhausen,
- Queckborn,
- Reinhardshain,
- Rüddingshausen,
- Ruppertenrod,
- Saasen,
- Stangenrod,
- Stockhausen,
- Weickartshain,
- Weitershain und
- Wettsaasen.

## Weitere Entwicklung
Mit Wirkung vom 1. Januar 1882 wurden Rüddingshausen und Weitershain dem Amtsgericht Homberg an der Ohm sowie Ermenrod dem Amtsgericht Alsfeld zugeteilt. Weitershain kam aber bereits zum 1. Juli 1886 an den Sprengel des Grünberger Gerichts zurück. Ebenso kam mit Wirkung vom 1. Juli 1912 das 1879 dem Amtsgericht Gießen zugeteilte Allertshausen in den Grünberger Gerichtssprengel, das bereits zum Bezirk des Landgerichts Grünberg angehört hatte. Am 1. Oktober 1938 kam die zum Amtsgericht Homberg an der Ohm gehörende Gemeinde Rüddingshausen, die vor 1879 ebenfalls zum Bezirk des Landgerichts Grünberg gehörte, zum Bezirk des Amtsgerichts Grünberg.

## Ende
Zum 1. Juli 1968 löste das Land Hessen das Amtsgericht Grünberg auf. Die Gemeinden Atzenhain, Flensungen, Groß-Eichen, Ilsdorf, Lehnheim, Merlau, Nieder-Ohmen, Ober-Ohmen, Ruppertenrod und Wettsaasen gelangten zum Amtsgericht Alsfeld, die restlichen Gemeinden des Sprengels zum Amtsgericht Gießen.